# NGC 2419
Az NGC 2419 (más néven Caldwell 25) egy gömbhalmaz a Lynx (Hiúz) csillagképben.

## Felfedezése
Az NGC 2419 gömbhalmazt William Herschel fedezte fel 1788 december 31-én.

## Tudományos adatok
Az NGC 2419 a Tejútrendszer egyik legtávolabbi gömbhalmaza, mind a Naprendszertől, mind a galaxis középpontjától nagyjából 300 000 fényévre található, így közel kétszer olyan távolságra van, mint a Nagy Magellán-felhő.
A halmaz körülbelül 20 km/s sebességgel közeledik felénk.

## Megfigyelési lehetőség
Az egyik legtávolabbi objektum a Tejútrendszerben, ami közepes méretű távcsővel még észlelhető.